# Джеппетто
Джеппе́тто (итал. Geppetto) — главный персонаж сказки Карло Коллоди «Приключения Пиноккио», мультфильма Диснея 1940 года «Пиноккио» и многочисленных других экранизаций. Он добрый старый резчик по дереву и создатель Пиноккио, деревянной марионетки, которую Голубая Фея оживила благодаря желанию Джеппетто иметь сына. В русском переложении Алексея Толстого этому персонажу соответствует Папа Карло.

## Характеристика
Карло Коллоди описывает Джеппетто как «старого, но еще бодрого человека»; о его внешности известно лишь то, что он носит парик желтого цвета, из-за чего его прозвали «Кукурузная лепешка». Это прозвище приводит Джеппетто в ярость; в остальном он тихий, скромный и добрый человек. Джеппетто проживает в одиночестве в маленькой каморке под лестницей и настолько беден, что не всегда имеет даже что поесть, огонь в его камине нарисован, а куртка вся в заплатах. 

### Дисней
В мультфильме студии Disney 1940 года Джеппетто достаточно стар, о чём говорят его белые волосы и усы. Он носит белую рубашку, чёрные штаны на лямках, светло-коричневую безрукавку, светло-зелёные чулки и коричневые туфли с пряжками.
Джеппетто у Диснея не так беден, как у Коллоди; он торгует деревянными изделиями собственного изготовления и, судя по всему, имеет довольно неплохой доход. Как и в книге, Джеппетто весьма скромен и не гонится за славой. Так, он с радостью проводит большую часть своего времени, работая над уникальными творениями в своей мастерской. Большинство этих творений предназначены для развлечения как его самого, так и других, что представляет Джеппетто игривым ребёнком в душе.